# ルビク
ルビク（アルバニア語: Rubik）は、アルバニア北部レジャ州ミルディタ基礎自治体にある行政単位・市。かつては独立の基礎自治体だったが、2015年の地方行政改革で基礎自治体の広域化が行われ、ミルディタ基礎自治体の一行政単位になった。行政単位としてのルビクはルビク市とその周辺の11つの村を包括する。行政単位の面積は140.5km²、海抜は77 mであり、2011年の人口は4,454人であった。